# Club Náutico Sudeste
El Club Náutico Sudeste es un club náutico ubicado en la Dársena Gauto Pavón y Río Luján, San Isidro (Argentina).

## Historia
Se fundó el 12 de noviembre de 1935. Su flota Snipe es la más antigua de Argentina, con el número 233 de la SCIRA, y fue el germen de la vela en el club. Roberto García Guevara, a la sazón comodoro del club, fue el primer capitán de la Asociación Argentina de Propietarios de Snipes, constituida en 1939. Los regatistas del club Jorge Brauer y Roberto García Guevara fueron los representantes de Argentina en el campeonato del mundo de 1947.
También fue el Club Náutico Sudeste la sede de la primera flota de Lightning existente en Argentina, y organizó el primer campeonato nacional entre el 31 de marzo y el 2 de abril de 1951.

## Regatas
Organizó el XXIX Campeonato Argentino de Snipes en 1966.

## Deportistas
Los hermanos Ernesto Enrique y Carlos Jorge Caviezel ganaron el campeonato Argentino de la clase Snipe en 1964. 
Raúl Révora y Leonardo Sanmartino ganaron el campeonato Argentino de la clase Cadet en 1980 y el campeonato Europeo en 1981.
Miguel Loew ganó campeonato Argentino de Regatas de Crucero en 1997 y 1998.